# Someone Must Pay
Someone Must Pay è un film muto del 1919 sceneggiato e diretto da Ivan Abramson. La sceneggiatura si basa su Some One in the House, lavoro teatrale di Larry Evans, George S. Kaufman, Walter Percival andato in scena in prima al Knickerbocker Theatre di Broadway il 9 settembre 1918 con protagonista la famosa Lynn Fontanne.

## Trama
L'agente di borsa Henry Taylor diventa follemente geloso del ricco gioielliere sudafricano Charles Bryant che, per lui, sembra essere troppo amichevole nei confronti di sua moglie Regina e di Vivian, la loro figlia adottiva. Così, gli proibisce di mettere più piede in casa sua. Per mantenere Regina nel lusso, Henry specula senza ritegno e, rimasto senza fondi, utilizza anche le azioni di un cliente per aumentare gli investimenti. Il cliente minaccia di denunciarlo ma accetta di ritirare le accuse se Regina riuscirà a rifonderlo. Con l'aiuto di Bryant, Regina riesce nell'impresa ed Henry crede sia stata aiutata da un suo amico. Quando però scopre la verità, caccia di casa la moglie e la figlia e le due, sotto un temporale, si rifugiano nell'istituto dove Vivian, da orfana, è cresciuta. La ragazza si prende una polmonite che la porta alla morte mentre Henry, in preda alla rabbia, si reca da Bryant, al quale spara. Al processo, si scoprirà che Bryant è il padre di Regina alla quale non si è mai rivelato perché l'uomo, in fuga dalla giustizia del suo paese per un'ingiusta accusa di omicidio, per salvarsi era fuggito in Sudafrica. Venendo a sapere che la sua innocenza è stata ristabilita, Bryant si impegna per la riconciliazione tra Henry e Regina.

## Produzione
Il film, prodotto dalla Graphic Films Corporation, venne girato nei Norma Talmadge Studio di New York.

## Distribuzione
Il copyright del film, richiesto da Ivan Abramson, fu registrato il 13 agosto 1919 con il numero LU14057.

Il film uscì nelle sale statunitensi il 28 settembre 1918. In Svezia, prese il titolo Någon måste betala.
Copie complete della pellicola si trovano conservate negli archivi della Library of Congress di Washington.